# NMBS/SNCB
NMBS/SNCB (Nationale Maatschappij der Belgische Spoorwegen / Société nationale des chemins de fer belges) este principala societate feroviară de transport călători din Belgia.

## Legături externe
- Sit oficial Arhivat în 20 mai 2004, la Wayback Machine.
- BelRail